# Skarb w Srebrnym Jeziorze (powieść)
Skarb w Srebrnym Jeziorze (niem. Der Schatz im Silbersee) - powieść przygodowa o tematyce Dzikiego Zachodu autorstwa Karola Maya z 1894.
Wódz Apaczów Winnetou i jego biały przyjaciel Old Shatterhand wędrują przez prerię w poszukiwaniu mitycznego Srebrnego Jeziora. Ich tropem podąża banda samozwańczego pułkownika Brinkleya.

## Fabuła
Akcja rozpoczyna się w czerwcowe popołudnie na parostatku "Dogfish", który płynie rzeką Arkansas. Na pokładzie zabawiają się i piją alkohol brudni i dobrze uzbrojeni mężczyźni. Wśród nich znajduje się Brinkley zwany Czerwonym Cornelem. Reszta pasażerów stara się omijać kłopotliwych mężczyzn. Tym rejsem płynie także westman - Old Firehand. W Lewisburgu na pokład wsiada Czarny Tom oraz dwaj Indianie, których nazywano Wielki i mały Niedźwiedź, pochodzili z plemienia Tonkawa. Na parowcu dochodzi do incydentu: Cornel policzkuje Wielkiego Niedźwiedzia, gdyż ten nie chciał napić się z nim alkoholu. Następnie z jednej ze skrzyń stojących na pokładzie, wydostaje się czarna pantera, która atakuje trzynastoletnią dziewczynkę. Z pomocą przychodzi Mały Niedźwiedź i wyrzuca zwierzę za burtę. Pantera podpływa do łodzi, w której siedzi Fred wraz z myśliwym, którego nazywano Ciotką Droll. Droll zabija panterę. Czerwony Cornel, dowiedział się, że ojciec uratowanej dziewczynki, inżynier Butler, wiezie przy sobie dziewięć tysięcy dolarów. Postanawia dokonać rabunku. Aby odwrócić uwagę pasażerów od swojego nikczemnego planu, w nocy wierci dwie dziury w burcie statku, po czym okrada inżyniera. Rabusie odpływają do Black Bear, w pościg za nimi udają się Tonkawowie oraz Czarny Tom, Droll, Fred i Old Firehand. W Black Bear Tonkawowie ostrzegają drwali przed bandytami. Wielki Niedźwiedź wraz z Missouri Blenter zakrada się w pobliże trampów, aby podsłuchać ich plany. Blenter rozpoznaje w Cornelu zabójcę jego żony i dzieci. Niestety zostaje zauważony. Na pomoc przychodzi Wielki Niedźwiedź, Old Firehand z Tomem i Drollem, a także z Fredem. Niestety Cornel wraz z towarzyszami ucieka. Czerwony Cornel atakuje plemię Osedżów. Osedżowie proszą o opiekę Humpty Billa i Gunsticka Uncle'a. Wraz z dwustoma wojownikami przyłączają się do ich grupy. Jadą na farmę Butlera. Tramp Cornel zamierza napaść na tę posiadłość. Kiedy bandyci przyjeżdżają na farmę, zostają przepędzeni. Rabusie ranią westmana, udziela mu pomocy Winnetou. Następnie obaj udają się do Sheridan. W Eagle Tail Winnetou robi zasadzkę na Brinkleya, on jednak ucieka w stronę Srebrnego Jeziora, w pobliżu którego znajduje się kopalnia srebra. Ciotka Droll i Fred zamierzają ująć tam Cornela. Winnetou chce nad jeziorem spotkać się z Old Shatterhandem. W Night Canyon Winnetou, przekonuje Ute, aby ci wypalili z nimi fajkę pokoju. Wielki Wilk łamie słowo i napada na białe twarze, zabiera ich do niewoli. Jedynymi uratowanymi są Droll i Hobble Frank. Podczas jednego z postojów, właśnie oni ratują swych przyjaciół. Westmani wraz z jeńcami udają się do Srebrnego Jeziora. Okazuje się, że banda Czerwonego Cornela wpadła w ręce Utahów. Niestety ginie plan Srebrnego Jeziora, który bandyci mieli przy sobie. Old Firehand, Old Shatterhand i Winnetou, zatrzymują się w miejscu gdzie wspierały się o siebie skalne filary. Towarzysze znaleźli tam srebro. Ruszyli dalej. Podczas postoju oddala się Ellen Buttler. Natrafia na Indian z plemienia Timbabaczów, którym pokazuje totem Młodego Niedźwiedzia, zyskując tym samym sympatię Czerwonoskórch. Timbabaczowie wraz z ekspedycją udają się w stronę Srebrnego Jeziora. Nad jezioro przybywają także Utahowie, aby odbić swoich wodzów. Wódz Timbabaczów przechodzi na stronę Utahów, następnie wyjawia im wiadomość o skarbach i przejściu na wyspę, która leży na środku jeziora. Udają się sekretnym przejściem po skarb. W czasie przejazdu przez sekretną grotę, zaczyna nalewać się do niego woda. Z opresji ratuje się tylko Timbabacz. Jak się później okazuje, Winnetou zauważył odsunięte kamienie, które zakrywały przejście do sekretnej groty. Wraz z Wielkim Niedźwiedziem postanowił przesunąć głaz, który miał za zadanie chronić grotę przed zalaniem. Wódz Timbabaczów ratuje swoje życie, dzięki odstąpieniu ziemi białym ludziom, gdzie ma nastąpić eksploatacja srebra. Uwolniono jeńców. Wojownicy Utahów, Nawahów i Timbabaczów zobowiązali się do przyjaźni.